# Nikki (serial telewizyjny)
Nikki (2000–2002) – amerykański serial komediowy stworzony przez Bruce'a Helforda. Wyprodukowany przez Mohawk Productions i Warner Bros. Television.
Jego światowa premiera odbyła się 9 października 2000 roku na antenie The WB. Na kanale miało zostać wyemitowane 41 odcinków, ale zostało wyemitowanych 35 odcinków. Serial został anulowany w styczniu 2002 roku. Ostatni odcinek został wyemitowany 27 stycznia 2002 roku. Obecnie serial nadawany jest w Holandii na kanale Comedy Central Family, w Finlandii na antenie MTV3 Sarja i w Szwecji na kanale TV6. W Polsce serial nadawany był na kanałach TVN i TVN 7.

## Obsada
- Nikki Cox jako Nikki White
- Nick von Esmarch jako Dwight White
- Susan Egan jako Mary
- Toby Huss jako Jupiter
- Brad William Henke jako Thor
- Christine Estabrook jako Marion
- Marina Benedict jako Luna
- Todd Robert Anderson jako Ken
- Jacqueline Heinze jako Alice